# Google Duo
Google Duo је била власничка услуга гласа преко IP-а и видеотелефоније, коју је Google објавио 2016. године и спојио са својим Google Meet производом 2022. године. Био је доступан за Android, IOS и веб претраживаче . Омогућава корисницима да упућују и примају индивидуалне и групне аудио и видео позиве са другим Дуо корисницима у високој дефиницији, подразумевано користећи енкрипцију ,,са краја на крај''. Duo се може користити или са бројем телефона или са Google налогом, омогућавајући корисницима да позову некога са своје листе контаката. 
Google Duo је најављен на Google-овој конференцији за програмере 18. маја 2016. године, а почео је да се издаје широм света 16. августа исте.  Google је 2022. године најавио да ће услуга бити спојена са Google Meet-ом и да је угашена до краја године.

## Историја
У децембру 2016. године, Google Duo је заменио Hangouts у оквиру пакета Гоогле апликација, које произвођачи уређаја морају да инсталирају да би добили приступ Google Play-у, при чему је Hangouts постао опционалан. 
У августу 2020. године, објављено је да Google планира да на крају споји Google Duo са пословно оријентисаним Google Meet-ом.  У децембру 2021. године, овај циљ је одбачен, али Duo је и даље био доступан и ажуриран.   У јуну 2022. године, Google је променио курс и најавио да ће Duo и Meet, заправо, бити спојени.  Спајање је почело у августу, при чему је мобилна апликација Duo преименована у Meet, а оригинална Meet апликација преименована у „Meet Original“ и планирано је да се повуче. Google је рекао да ће веб апликација Дуо бити преусмерена на веб апликацију Google Meet, али од априла 2023. године, видео позиви и састанци су и даље одвојени на вебу на duo.google.com и meet.google.com. 

## Технологије
Google Duo је оптимизован за мобилне мреже са малим пропусним опсегом преко WebRTC-a и користи QUIC преко UDP-а. Оптимизација је даље постигнута кроз деградацију видео квалитета кроз праћење квалитета мреже.  За прикривање губитка пакета, Duo је користио Google DeepMind. 
У фебруару 2021. године, Google је најавио нови кодек са веома ниском брзином у битовима за компресију говора под називом „ Lyra “, који би могао да ради са мрежним брзинама од чак 3 килобајта у секундима, чиме је избегнут роботски гласовни звук и који је требало да буде уведен у Duo. 
Према техничкој студији коју је Google наручио од истраживачке групе Signals 2017. године и која је упоређивала време деградације преко 3G, 4G, 5G и Wi-Fi мреже, Duo је обезбедио највиши квалитет гласа и видеа од било које услуге или апликације.  

## Карактеристике
"Куц куц" је приказивао преглед уживо једног позиваоца пре него што је прималац преузео, за који је Google рекао да би "позиви изгледали више као позив, а не као прекид". 
У марту 2017. године, објављено је да ће Google Duo омогућити корисницима да упућују само аудио позиве. Оваква функција је први пут увођена у Бразилу,    а у свету, у априлу. 
Годину дана касније, у марту 2018. године, видео и гласовне поруке су додате у Duo. Корисници су могли да оставе поруке само до 30 секунди особама која су била недоступна. 
Подршка за видео позиве од осам особа за iOS и Андроид верзије апликације додата је у мају 2019. године. У складу са сличним понудама групних позива из FaceTime-а, Skype-а, WhatsApp -а и Messenger- а, учесници су могли да се придруже или напусте разговор у било ком тренутку. Google Duo је повећао максималну величину групе на 12 крајем марта 2020. године,   а до 32 особа до маја 2022. године. 